# Frédéric VI (roi de Danemark)
Pour les articles homonymes, voir Frédéric VI et Frédéric, prince de Danemark.
Frédéric VI (en danois et norvégien : Frederik VI), né le 28 janvier 1768 à Copenhague et mort le 3 décembre 1839 dans la même ville, est roi de Danemark du 13 mars 1808 jusqu'à sa mort et roi de Norvège de 1808 jusqu'au 7 février 1814. Avant de devenir roi, il est aussi le régent de Danemark-Norvège de 1784 à 1808. Membre de la maison d'Oldenbourg, il est le septième roi de Danemark de la période dite de la monarchie absolue et le dernier roi danois à être à la fois roi de Norvège.
Fils unique du roi Christian VII et de Caroline-Mathilde de Grande-Bretagne, il est prince héritier de naissance. Pendant l'enfance et la jeunesse du prince héritier, les conditions à la cour danoise sont caractérisées par la maladie mentale du roi et les intrigues et luttes de pouvoir qui en résultent. À partir de 1784 le prince héritier est régent de Danemark-Norvège. Au cours de la régence, il engage d'abord des réformes inspirées du despotisme éclairé, dont l'abolition du servage en 1788 et du domicile forcé ; toutefois, confronté à la montée des idées propagées par la Révolution française, il finit par instaurer en 1799 une censure contre les idées libérales, qui aboutira à l'exil de quelques intellectuels trop exaltés. En plus, au cours de la régence, il doit faire face à de nombreuses crises de la politique extérieure pendant les guerres napoléoniennes, notamment avec le Royaume-Uni, et par deux fois le Danemark subit les attaques des Anglais, en 1801 et 1807.
En 1808, il devient enfin roi à la mort de son père. Lors du reste des guerres napoléoniennes, le roi Frédéric VI reste l'allié de la France, et après la défaite de Napoléon Ier en 1814, le Danemark est amputé d'une partie de son territoire : par le traité de Kiel, il est contraint de céder la Norvège à la Suède. À la fin de son règne, Frédéric VI abandonne ses idées libérales et gouverne de façon autoritaire et réactionnaire. La censure et la répression de toute opposition, ainsi qu'un mauvais état de l'économie danoise assombrissent cette période de son règne. En 1830, la dépression économique s'éloigne et en 1834, le roi finit par concéder une petite innovation démocratique : la mise en place des assemblées régionales (certes uniquement consultatives).

## Famille
Il est le fils de Christian VII et de Caroline-Mathilde de Hanovre.

### Mariage et descendance
Le 31 juillet 1790, il épouse Marie-Sophie de Hesse-Cassel (1767 – 1852), fille aînée du landgrave Charles de Hesse-Cassel et de Louise de Danemark (dernière enfant de Frédéric V et de Louise de Grande-Bretagne, elle-même cinquième fille et dernière enfant de George II), qui lui donne huit enfants, dont six meurent en bas âge. Seules deux filles parviennent à l'âge adulte, ce qui complique la question épineuse de la succession danoise :
- Christian (1791 – 1791) ;
- Marie-Louise (1793 – 1793) ;
- Caroline (1793 – 1881), qui épouse en 1829 Ferdinand de Danemark (1792 – 1863), petit-fils de Frédéric V de Danemark ; sans postérité ;
- Louise (1795 – 1795) ;
- Christian (1797 – 1797) ;
- Louise-Juliane (1802 – 1802) ;
- Frédérique-Marie (1805 – 1805) ;
- Wilhelmine-Marie (1808 – 1891), qui épouse en 1828 Frédéric VII de Danemark ; sans postérité, ils divorcent en 1837. En 1838, elle épouse le duc Charles de Schleswig-Holstein-Sonderbourg-Glücksbourg (1813 – 1878).

Frédéric VI a aussi plusieurs enfants illégitimes :
- Frédéric von Dannermand (1813 – 1888), qui épouse Franziska von Scholten, puis la comtesse Louisa Schulin ;
- Waldemar ou Valdemar von Dannermand (1819 – 1835) ;
- Louisa von Dannermand (1810 – 1888), qui épouse de Wilhelm von Zachariae ;
- Karoline von Dannermand (1812 – 1844), qui épouse de Adolf Schack von Brockdorff.

## Biographie

### Premières années

#### Naissance et famille

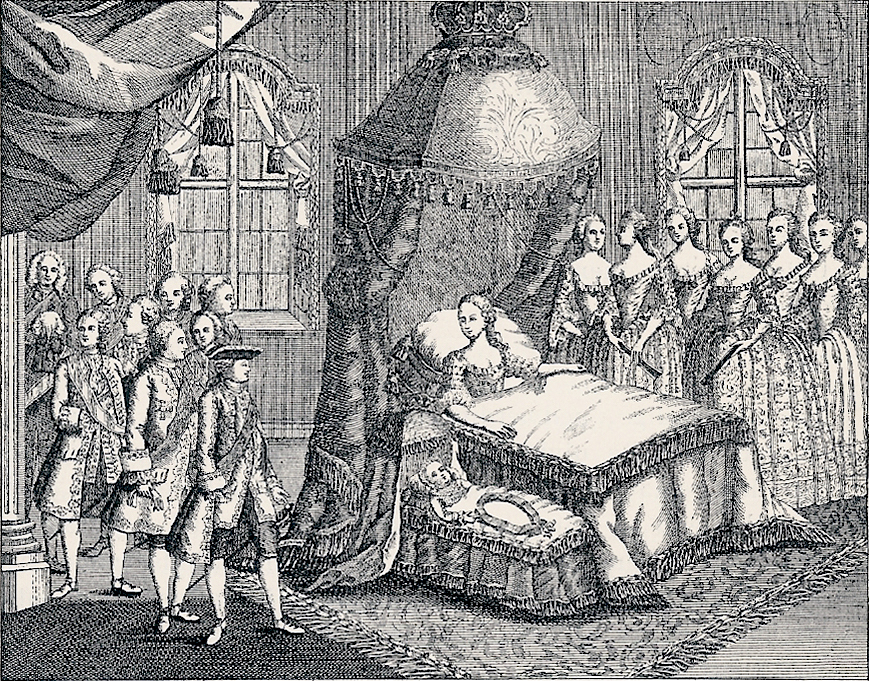
Naissance de Frédéric au palais de Christiansborg à Copenhague.

Le futur roi Frédéric VI est né entre 10 et 11 heures du soir le 28 janvier 1768 dans la chambre de la reine au palais de Christiansborg, la résidence principale de la monarchie danoise sur l'île de Slotsholmen au centre de Copenhague. Membre de la maison d'Oldenbourg, la famille royale de Danemark depuis le XVe siècle, il est le premier enfant du roi Christian VII et de la reine Caroline Mathilde de Danemark et de Norvège. Il est né 15 mois après le mariage de ses parents, la veille du 19e anniversaire de son père, et alors que sa mère n'avait que 16 ans. Le roi avait montré peu d'intérêt pour la reine après leur mariage et ne lui rendit visite qu'à contrecœur dans ses appartements. Les conseillers du roi avaient dû intervenir, entre autres avec des lettres d'amour écrites au nom du roi, pour tenter de faire en sorte que le mariage conduise à un héritier du trône.
Son père était roi depuis deux ans au moment de la naissance, et Frédéric est donc prince héritier de naissance en tant que fils aîné du roi régnant, remplaçant ainsi le demi-frère cadet de son père, le prince héréditaire Frédéric, au poste d'héritier du trône. Portant le nom de son défunt grand-père, le petit prince est baptisé sous le nom de Frédéric déjà deux jours plus tard, le 30 janvier 1768, par l'évêque de Seeland Ludvig Harboe. Ses parrains et marraines sont son père, le roi Christian VII, la belle-mère de son père, la reine douairière Juliane-Marie, et le demi-frère de son père, le prince héréditaire Frédéric.

#### Enfance et éducation

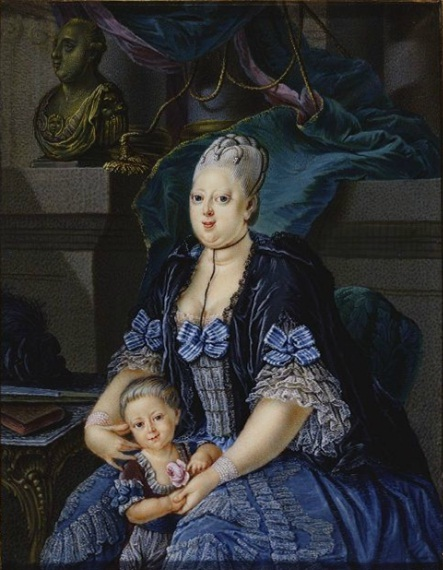
Le prince Frédéric avec sa mère la reine Caroline Mathilde. Aquarelle sur ivoire par Carl Daniel Voigts (1773).

Souffrant d'une santé assez fragile durant l'enfance, le prince héritier grandit à la cour danoise caractérisée par la maladie mentale du roi et les intrigues et luttes de pouvoir qui en résultent. Malade et déséquilibré, Christian VII laissa de facto les rênes du pouvoir à son médecin, Johann Friedrich Struensee. Struensee gagne aussi la confiance de la reine Caroline-Mathilde, la mère du prince Frédéric, en partie parce que lors d'une épidémie de variole à l'automne 1769, au cours de laquelle plus de 1 000 enfants sont morts, il réussit à inoculer le prince Frédéric avec de bons résultats. Struensee ne tarde pas à devenir l'amant de la reine, délaissée par son époux, et il est largement admis que Struensee est le père naturel de la sœur unique du prince Frédéric, la princesse Louise-Augusta, née en 1771.
La reine et Struensee sont tous deux inspirés par des penseurs des Lumières tels que Voltaire et Jean-Jacques Rousseau. La reine approuve également l'éducation dure recommandée par Struensee pour le prince héritier, qui est perçu comme faible et ayant besoin d'être renforcé physiquement et mentalement. En conséquence, le jeune prince héritier est élevé selon une interprétation particulière de l'approche d'éducation préconisée par Rousseau dans son célèbre ouvrage Émile ou De l’éducation.
En 1772, une cabale monté par la noblesse hostile aux réformes de Struensee fait renverser les amants. Dans la nuit du 17 janvier, la reine douairière Juliane-Marie dirige un complot qui aboutit à l'exécution de Struensee, tandis que la reine Caroline-Mathilde, répudiée peu auparavant, est bannie du pays. Séparée de ses enfants, celle-ci meurt en 1775, à l'âge de vingt-trois ans seulement.

### Régence

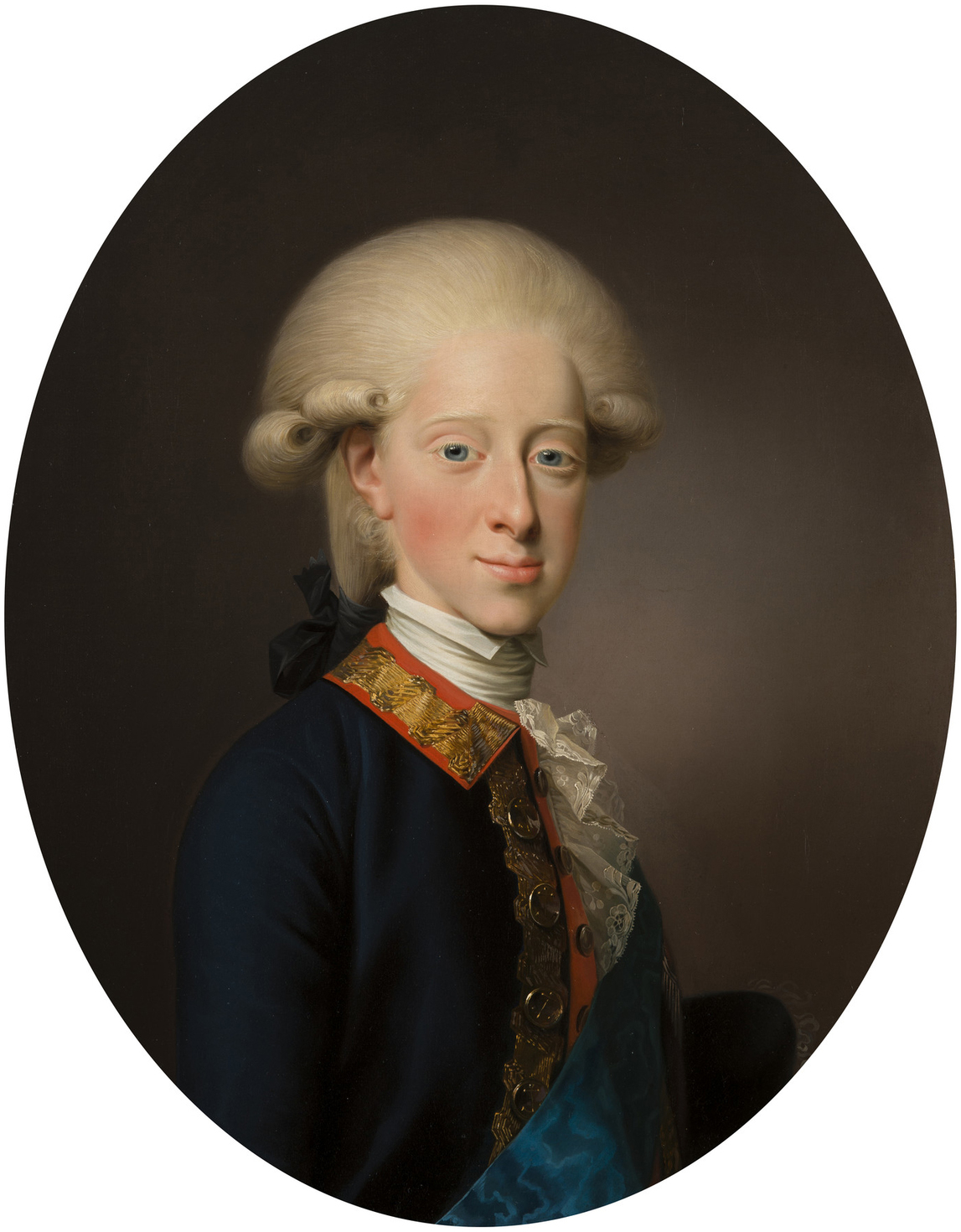
Le prince héritier Frédéric l'année de la prise de pouvoir. Portrait par Jens Juel, vers 1784.

Il est régent de Danemark de 1784 à 1808. Il assure cette régence pour suppléer à son père qui souffre d'aliénation mentale. Au cours de la régence, avec l'aide de son Premier ministre Peter Andreas Bernstorff, Frédéric VI engage d'abord des réformes inspirées du despotisme éclairé, dont l'abolition du servage en 1788 et du domicile forcé ; toutefois, confronté à la montée des idées propagées par la Révolution française, il finit par instaurer en septembre 1799 une censure contre les idées libérales, qui aboutira à l'exil de quelques intellectuels trop exaltés, parmi lesquels Heiberg et Malte-Brun.
Au cours de son règne, Frédéric VI doit faire face à de nombreuses crises, notamment avec le Royaume-Uni. Par deux fois le Danemark subit les attaques des Anglais, en 1801 et 1807. Le 2 avril 1801 a lieu la bataille de Copenhague qui voit la victoire d'Horatio Nelson sur les Danois. En guise de représailles, la flotte britannique vient bombarder Copenhague durant quatre jours (du 2 au 5 septembre 1807). Pendant le reste des guerres napoléoniennes, le Danemark-Norvège est l'allié de la France.

### Règne
À la mort de son père le 13 mars 1808 à Rendsbourg, Frédéric hérite enfin du trône dano-norvégien et devient le septième monarque absolu des royaumes à l'âge de 40 ans. En 1809, la déposition de Gustave IV Adolphe de Suède rend le trône suédois vacant. Frédéric VI se présente comme candidat à la succession ; effectivement, il est le premier monarque du Danemark et de Norvège à descendre de Gustave Ier Vasa, celui-ci ayant obtenu l'indépendance de la Suède en 1523 après l'époque de l'union entre les pays scandinaves. Mais en 1810, le maréchal Jean-Baptiste Bernadotte est élu prince héritier de Suède, après son adoption par le roi Charles XIII.
Après la défaite de Napoléon Ier en 1814, le Danemark est amputé d'une partie de son territoire : par le traité de Kiel, il est contraint de céder le territoire norvégien, sauf le Groenland, à la Suède. À la fin de son règne, Frédéric VI abandonne ses idées libérales et gouverne de façon autoritaire et réactionnaire. La censure et la répression de toute opposition, ainsi qu'un mauvais état de l'économie danoise assombrissent cette période de son règne. En 1830, la dépression économique s'éloigne et en 1834, le roi finit par concéder une petite innovation démocratique : la mise en place des assemblées de succession (assemblées régionales purement consultatives).
Frédéric VI est connu pour sa passion pour l'astronomie. En 1832, il offre en prix des médailles d'or à toute personne qui découvrirait une comète à l'aide d'un télescope. L'Américaine Maria Mitchell est récompensée pour avoir, en 1847, découvert la « comète de mademoiselle Mitchell » (Miss Mitchell's Comet), dont le nom officiel est C/1847 T1 (Mitchell) (en),. Ce prix disparut au lendemain de la première guerre de Schleswig (1848 – 1851).
Sous son règne, en 1835, on découvre dans une tourbière du Jutland le corps d'une femme particulièrement bien conservé (Haraldskaer). Frédéric VI ordonne des obsèques royales. Le corps est déposé dans un sarcophage minutieusement sculpté, puis déposé dans l'église Saint-Nicolas de Vejle. Le souverain pensait qu'il s'agissait de Gunhild (la mère de Knut le Grand). Cette authentification est démentie, mais en renforçant l'identité nationale des Danois, elle convenait à la situation politique de l'époque.
Frédéric VI meurt le 3 décembre 1839 à l'âge de 71 ans sans héritier mâle, après un règne effectif de plus de 55 ans.

## Généalogie
Frédéric VI de Danemark appartient à la première branche de la maison d'Oldenbourg. Cette lignée donna des rois à la Norvège, à la Suède et au Danemark ; elle s'éteignit en 1863 à la mort de Frédéric VII de Danemark.